# سرتاکونازول
سرتاکونازول (انگلیسی: Sertaconazole) که با نام تجاری Ertaczo به صورت کرم فروخته می‌شود، یک داروی ضد قارچ از دسته بنزوتیوفن است. این کرم برای درمان عفونت‌های پوستی مانند پای ورزشکاران در دسترس است. همچنین به شکل قرص واژینال موجود است.

## ک پزشکی
در کارآزمایی‌های تصادفی، دوسوکور و چند مرکزی با مدت زمان ۳ تا ۶ هفته (۳۸۳-۱۲۷ نفر)، شمار قابل‌توجهی از بیماران مبتلا به کچلی پوست بدون کرک و کچلی پدیس، کرم سرتاکونازول ۲ درصد موضعی را یک یا دو بار در روز دریافت کردند. در مقایسه با دریافت کنندگان کرم دارونما، به درمان قارچ شناسی موفقی دست یافت.

## اثرات جانبی
عوارض جانبی به ندرت با درمان سرتاکونازول گزارش شده است، اما ممکن است شامل درماتیت تماسی، سوزش در محل مصرف و خشکی پوست باشد.